# دوري كرة القدم الأمريكية 1949–50
دوري كرة القدم الأمريكية 1949–50 هو موسم من دوري كرة القدم الأمريكية ‏. فاز فيه Philadelphia Nationals ‏.